# Медавой, Майк
Майк Медавой (англ. Mike Medavoy; род. 21 января 1941, Шанхай, Китай) — американский кинопродюсер.

## Биография
Майк Медавой родился в Шанхае, Китай, в еврейской семье Доры и Майкла Медавой; в 1947 году семья перебирается в Чили, а в 1957 году в США. Начинал свою карьеру Майк с должности экспедитора в Universal Studios в 1964 году. Через некоторое время он дорос до директора по подбору персонала; в 1965 году он уже был агентом General Artist Corporation и вице-президентом Creative Management Agency.
В 1971 году его назначили вице-президентом International Famous Agency; там Медавой работал с такими знаменитостями, как Стивен Спилберг, Фрэнсис Форд Коппола, Теренс Малик Джейн Фонда, Дональд Сазерленд, Джин Уайлдер, Джин Моро и Джин-Луис Трентиньян. Через некоторое время после начала работы с United Artists, в 1974 году, Моррис стал старшим вице-президентом производственного направления; именно команда, в которой работал Медавой отвечала за такие проекты, как «Полет над гнездом кукушки», «Рокки» и «Энни Холл» . Все три картины получили премию «Оскар» в 1975, 1976 и 1977 годах соответственно.
Медавой был одним из основателей компании Orion Pictures.
19 сентября 2005 года Майк Медавой получил собственную звезду на Голливудской «Аллее славы».
Женат на Ирен Феррис, имеет двух сыновей, Брайана и Никола.

## Избранная фильмография

### Исполнительный продюсер
- Душа игры (1996)
- 6-й день (2000)
- Вертикальный предел (2000)
- Шоу Криса Айзека (2001)
- Времена бабочек (2001)
- База «Клейтон» (2003)
- Клад (2003)
- В моей стране (2004)
- Стелс (2005)
- Вся королевская рать (2006)
- Мисс Поттер (2006)
- Следопыт (2006)
- Воскрешая чемпиона (2007)
- Зодиак (2007)
- Лицензия на брак (2007)
- Остров проклятых (2009)
- Самая дикая мечта  (2010)
- Шанхай (2010)
- Чёрный лебедь (2010)
- Чего ждать, когда ждёшь ребёнка (2012)
- РобоКоп (2014)
- 33 (2014)
- Всё как ты захочешь (2015)
- Обещание (2016)
- Видоизмененный углерод (2018)
- Последнее путешествие Деметра